# Chrysoritis beaufortia
Chrysoritis beaufortia is een vlinder uit de familie van de Lycaenidae. De wetenschappelijke naam van de soort is voor het eerst gepubliceerd in 1966 door Charles Gordon Campbell Dickson .

## Verspreiding
De soort komt voor in Zuid-Afrika (West-Kaap, Noord-Kaap en Oost-Kaap).

## Levensloop
De rups leeft op Chrysanthemoides monilifera, Dimorphotheca cuneata en Norlindhia amplectens (Asteraceae). 
Rupsen worden bezocht door de mier Crematogaster peringueyi.
De vliegtijd is van september tot en met december.

## Ondersoorten
- Chrysoritis beaufortia beaufortia (Dickson, 1966)
- Chrysoritis beaufortia charlesi (Dickson, 1970)
- Chrysoritis beaufortia stepheni (Dickson, 1978)
  - = Poecilmitis stepheni Dickson, 1978
- Chrysoritis beaufortia sutherlandensis Heath & Pringle, 2007